# Colombie aux Jeux olympiques d'été de 1980
La Colombie participe aux Jeux olympiques d'été de 1980 qui se déroulent du 20 juillet au 3 août 1980 à Moscou en Union soviétique. Il s'agit de sa dixième participation à des Jeux d'été. Lors de cette édition, elle n'y remporte aucune médaille.